# 平岡公園東
平岡公園東（ひらおかこうえんひがし）は、北海道札幌市清田区にある地名。
東部緑地沿いに大曲川が流れる。
平岡公園東は1丁目から11丁目まであるが、1丁目から11丁目まで順番に一方向に並んでいる訳ではない。

## 住所
| 町丁                    | 郵便番号 |
| ----------------------- | -------- |
| 平岡公園東1丁目～11丁目 | 004-0882 |

## 主要道路
- 厚別東通
- 青葉平岡通
- 上野幌里塚循環通

## 札幌市による施設
なし

## 教育
- 小学校
  - 札幌市立平岡公園小学校(平岡公園東5丁目)
- 中学校
  - 札幌市立平岡緑中学校(平岡公園東9丁目)

## 交通機関
- 北海道中央バス
- ジェイ・アール北海道バス